# Godendorfer Mühlenbach-Hegensteinfließ
Godendorfer Mühlenbach ist der mecklenburgische, Hegensteinfließ der brandenburgische Name des 41,39 km langen Havelzuflusses mit der GKZ 58118.
Als Quellbach gilt ein heutzutage stark begradigtes Gewässer von etwas über 400 m Länge, das in das Nordostende des Dolgener Sees westlich von Feldberg im Landkreis Mecklenburgische Seenplatte in Mecklenburg-Vorpommern mündet, 98 m über NHN.
Der Bach verlässt den 4,036 km langen, aber schmalen See etwa bei der Mitte des Westufers. In seinem weiteren Verlauf durchfließt er noch mehrere natürliche und künstliche Seen. In einen, den Thymensee, mündet sein größter Zufluss, der die Gewässerkennzahl 5811878 trägt, in Brandenburg Thymenfließ heißt und in Mecklenburg Mühlenfließ. 
Von der Mitte des Grünower Sees bis unterhalb der Goldenbaumer Mühle fließt der Godendorfer Mühlenbach durch die östlich von Neustrelitz gelegene Exklave des Nationalparks Müritz, in der auch der Quellsee des Mühlenfließes liegt.
Aus dem östlichen Becken des Godendorfer Sees zweigt nach Süden eine Querverbindung zum Thymenfließ ab, die dort als Mückenfanggraben mündet.
Wie an kurzen Abständen und deutlichen Höhenunterschieden zu erkennen, dienten Schliesee und Sägersee lange Zeit als Mühlenteiche.
Von Schliesee bis zum Großen Schwaberowsee heißt das Gewässer 58118 auch Schwaberowbach. 
Beim Eintritt in diesen See passiert es die Landesgrenze.
In Fürstenberg/Havel mündet das Hegensteinfließ, ab dem Thymensee auch Hegensteinbach oder Thymenbach genannt, nördlich des Stadtkerns ins Westufer des Schwedtsees. 

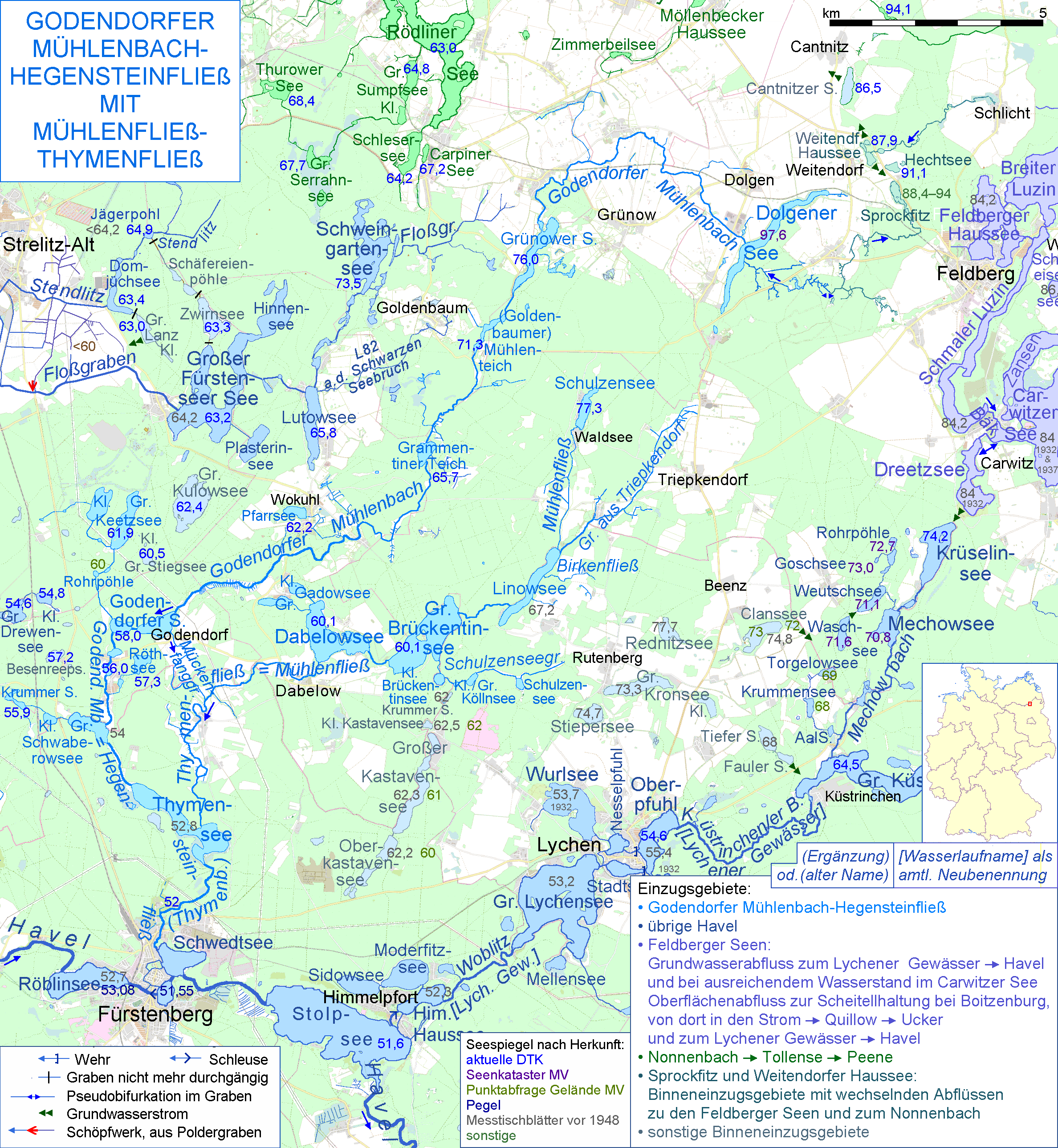
Godendorfer Mühlenbach-Hegensteinfließ mit allen Zuflüssen

## Seen und Zuflüsse
Anmerkungen zur Darstellung:
- Die Tabelle der Seen und Zuflüsse ist flussaufwärts geordnet.
- Entfernungen von der Mündung in die Havel sind mit III gekennzeichnet, Entfernungen von nachgeordneten Mündungen mit entsprechend höheren römischen Zahlen.
- Wo ein Zufluss das größere Fließgewässer in einem See erreicht, ist der Stationierungspunkt auf der Gewässerachse angegeben, plus der Abstand der Mündung am Seeufer von diesem Punkt.

| Seite                                | Seite                                          | Name                                           | GKZ        | km von der Mündung         | Höhe [m] ü. NHN | Fläche od. Länge | Anmerkung                           |
| Schwedtsee (Havel)                   | Schwedtsee (Havel)                             | Schwedtsee (Havel)                             |            | II: … + 0,7                | 51,9 (hist.)    | 0,51 km²         |                                     |
| Thymensee                            | Thymensee                                      | Thymensee                                      | 5811879    | III: 3,312–6,51            | 52,8 (hist.)    | 1,11 km²         |                                     |
| links                                | Thymenfließ = (Dabelower) Mühlenfließ          | Thymenfließ = (Dabelower) Mühlenfließ          | 5811878    | III: 4,4 + 0,145           | 52,8 (hist.)    | 20,7 km          | in den Thymensee                    |
| links                                | rechts                                         | Graben aus Godendorf = L070 = Mückenfanggraben | 581187896  | IV: 4,23                   |                 | 2,755 km         | aus dem Godendorfer See (s. u.)     |
| links                                | ↑ Dabelowsee                                   | ↑ Dabelowsee                                   | 581187879  | IV: 8,375–9,95             | 59,7            | 1,001 km²        |                                     |
| links                                | rechts                                         | Graben ← Großer Gadowsee                       | 5811878741 |                            | 59,9            | 0,147 km²        | in den Dabelowsee                   |
| links                                | rechts                                         | Graben ← Kleiner Gadowsee                      | 5811878721 |                            | 59,9            | 0,089 km²        | in den Dabelowsee                   |
| links                                | ↑ Großer Brückentinsee                         | ↑ Großer Brückentinsee                         | 581187859  | IV: 10,40–13,43            | 59,8            | 1,296 km²        |                                     |
| links                                | links                                          | Schulzenseegraben                              | 581187854  | IV: 11,5 + 0,5             |                 | 3,80 km          | in den Großen Brückentinsee         |
| links                                | links                                          | ↑ Kleiner Brückentinsee                        |            | V: 0,33–0,53               | 61,1 (1932)     | 0,066 km²        |                                     |
| links                                | links                                          | ↑ Kleiner Köllnsee                             |            | V: 0,81–94                 | 61,1 (1932)     | 0,011 km²        |                                     |
| links                                | links                                          | ↑ Großer Köllnsee                              |            | V: 1,22–1,46               | 58,0 (1932)     | 0,051 km²        |                                     |
| links                                | links                                          | ↑ Schulzensee (bei Rutenberg)                  |            | V: 2,56–2,66               | 64,2 (1932)     | 0,037 km²        |                                     |
| links                                | ↑ Linowsee                                     | ↑ Linowsee                                     |            | IV: 14,7–15,91             | 67,2 (1932)     | 0,487 km²        |                                     |
| links                                | links                                          | Graben aus Triepkendorf                        | 581187832  | IV: 17,8 + 0,11            |                 | 5,116 km         | hinteres Ende des Linowsees         |
| links                                | ↑ Schulzensee (bei Waldsee)                    | ↑ Schulzensee (bei Waldsee)                    | 581187811  | IV: 19,5–20,11             | 77,6            | 0,198 km²        | Gehöft Waldsee                      |
| ↑ Großer Schwaberowsee               | ↑ Großer Schwaberowsee                         | ↑ Großer Schwaberowsee                         |            | III: 7,77–8,32             | 54 (1881)       | 0,067 km²        |                                     |
| rechts                               | Graben aus dem Krummen See                     | Graben aus dem Krummen See                     | 5811854    | III: 8,15 + 0,79           | 54 (1881)       | 1,15 km          | in den großen Schwaberowsee         |
| rechts                               | ↑ Kleiner Schwaberowsee                        | ↑ Kleiner Schwaberowsee                        | 58118549   | IV: 0,3                    | 64,3            | 0,67 km²         |                                     |
| rechts                               | ↑ Krummer See                                  | ↑ Krummer See                                  | 58118541   | IV: 1,15                   | 56,4            | 0,081 km²        |                                     |
| rechts                               | Graben ← Schulzensee (Godendorf)               | Graben ← Schulzensee (Godendorf)               | 5811855    |                            | -               | 0,02 km²         |                                     |
| rechts                               | ↑ Röthsee                                      | ↑ Röthsee                                      | 5811852    |                            | 57,3            | 0,13 km²         |                                     |
| ↑ Sägersee                           | ↑ Sägersee                                     | ↑ Sägersee                                     | 58118539   | III: 9,55–9,9              | 56,0            | 0,046 km²        |                                     |
| ↑ Schliesee                          | ↑ Schliesee                                    | ↑ Schliesee                                    | 5811851    | III: 10,14–10,38           | 57,6            | 0,052 km²        | Godendorfer Papiermühle             |
| ↑ Godendorfer See                    | ↑ Godendorfer See                              | ↑ Godendorfer See                              | 58118399   | III: 10,77–12,4            | 57,8            | 0,50 km²         | 2 Becken                            |
| rechts                               | Graben aus … Keetzsee(n)                       | Graben aus … Keetzsee(n)                       | 58118398   | III: 10,85 + 0,29          | 57,8            | 5,23 km          | unteres Becken des Godendorfer Sees |
| rechts                               | ↑ Rohrpöhle                                    | ↑ Rohrpöhle                                    | 581183985  | IV: 1,08–1,18 u. 1,32–1,49 | 60              | 0,27 km²         | 2 Rohrpöhle                         |
| rechts                               | ↑ Großer Keetzsee                              | ↑ Großer Keetzsee                              | 5811839839 | IV: 1,94–2,07              | 61,8            | 0,43 km²         |                                     |
| rechts                               | ↑ Kleiner Keetzsee                             | ↑ Kleiner Keetzsee                             | 581183981  | IV: 3,06–3,48              | 62,0            | 0,29 km²         |                                     |
| ⇒ LINKS                              | Graben aus Godendorf = L070 = Mückenfanggraben | Graben aus Godendorf = L070 = Mückenfanggraben | 581187896  | III: 12,1 + 0,29           | 57,8            | 2,755 km         | oberes Becken des Godendorfer Sees  |
| rechts                               | Graben aus Wokuhl                              | Graben aus Wokuhl                              | 58118394   | III: 17,16                 | 62              | 1,55 km          |                                     |
| rechts                               | ↑ Pfarrsee                                     | ↑ Pfarrsee                                     | 581183941  | IV: 1,55                   | 62,8            | 0,12 km²         | Wokuhl-Dabelow                      |
| ↑ Grammentiner Teich                 | ↑ Grammentiner Teich                           | ↑ Grammentiner Teich                           | 58118391   | III: 21,9–22,37            | 65,7            | 1,57 km²         |                                     |
| ↑ (Goldenbaumer) Mühlenteich         | ↑ (Goldenbaumer) Mühlenteich                   | ↑ (Goldenbaumer) Mühlenteich                   |            | III: 35,3,3–26,66          | 71,3            | 0,152 km²        |                                     |
| ↑ Grünower See einschl. Stubbenteich | ↑ Grünower See einschl. Stubbenteich           | ↑ Grünower See einschl. Stubbenteich           | 58118339   | III:27,16–29,24            | 75,2            | 0,462 km²        |                                     |
| ↑ Dolgener See                       | ↑ Dolgener See                                 | ↑ Dolgener See                                 | 58118119   | III: 36,37–40,95           | 97,6            | 0,695 km²        |                                     |
| ↑ Quelle                             | ↑ Quelle                                       | ↑ Quelle                                       |            | III: 41,39                 | 98              |                  |                                     |